# Baucina
Baucina település Olaszországban, Szicília régióban, Palermo megyében. Lakosainak száma 1858 fő (2023. január 1.). Baucina Bolognetta, Caccamo, Casteldaccia, Ciminna, Ventimiglia di Sicilia és Villafrati községekkel határos.

## Népesség
A település népességének változása:
| Lakosok száma | 1975 | 1950 | 1858 |
|               | 2017 | 2018 | 2023 |